# Hrabstwo Duplin
Hrabstwo Duplin (ang. Duplin County) – hrabstwo w stanie Karolina Północna w Stanach Zjednoczonych.

## Geografia
Według spisu z 2000 roku obszar całkowity hrabstwa obejmuje powierzchnię 819 mil2 (2121,2 km²), z czego 818 mil2 (2118,61 km²) stanowią lądy, a 1 milę2 (2,59 km²) stanowią wody. Według szacunków United States Census Bureau w roku 2012 miało 60 033 mieszkańców. Jego siedzibą administracyjną jest Kenansville.

### Miasta
- Beulaville
- Calypso
- Faison
- Greenevers
- Harrells
- Kenansville
- Magnolia
- Potters Hill (CDP)
- Rose Hill
- Teachey
- Wallace
- Warsaw